# Christopher Daniel Person
Christopher Daniel Person   (Metz, 1992) és un lingüista i especialista en anàlisi de dades i màrqueting digital francès. Exercí de director general de la Casa de la Generalitat a Perpinyà des del 8 d'octubre de 2024 fins al 15 d'abril de 2025.

## Trajectòria
Posseeix estudis superiors, entre ells, un màster en sociolingüística per la universitat de La Sorbona i un grau en llengües estrangeres aplicades per la Universitat Jean-Moulin Lyon III. També va realitzar un Erasmus+ en Ciències Polítiques, Administració Pública i Economia a la Universitat Autònoma de Barcelona. La seva trajectòria professional inclou experiència com a lingüista computacional en recerca i desenvolupament en intel·ligència artificial i aprenentatge automàtic a Apple (Irlanda) i com a gerent d'operacions a ERTL-YANG. Ha desenvolupat la seva carrera com a cap de màrqueting de continguts a empreses com Carigami i Floyt (ProSieben) des de juny de 2021. Paral·lelament, ha estat responsable de la gestió de campanyes de màrqueting polític al Partit Socialista de Catalunya de Cervera. L'octubre del 2024, va ser nomenat director de la Casa de la Generalitat a Perpinyà, posició en què va succeir l'historiador Alfons Quera.

### Controvèrsia
El 20 de març de 2025, durant la seva compareixença davant la Comissió d'Afers Institucionals del Parlament de Catalunya, va declinar d'emprar el terme «Catalunya Nord» per a referir-se al territori on exerceix com a director de la Casa de la Generalitat, al·legant «neutralitat institucional» i argumentant que l'Estat francès no reconeix aquesta denominació. En comptes d'això, va optar per la denominació «Pirineus Orientals», emprada a l'regió administrativa d'Occitània per a designar el departament en qüestió, i va aclarir que no emprava «Rosselló» perquè tampoc no és una denominació oficial segons l'Estat francès.
Alguns mitjans de comunicació van recollir el malestar amb la figura de Person de col·lectius com Unitat Catalana, que va comparar la seva actuació amb la de l'alcalde de Perpinyà, Louis Aliot, de Reagrupament Nacional, i els seus intents de descatalanitzar la història de Perpinyà, així com les declaracions crítiques de Maria Costa, batllessa del municipi nord-català de Banys d'Arles i Palaldà.
Arran de la polèmica, el 23 de març, tots els antics directors de l'entitat van denunciar les declaracions de Person, i en van demanar la destitució en una carta que va fer pública Vilaweb. La vigília, els partits polítics Junts, ERC i CUP també havien demanat al conseller de la presidència Albert Dalmau que fos desposseït del càrrec. Una segona carta demanant el cessament de Christopher Daniel Person es feu pública el mes d'abril quan una trentena entitats i representants del sector cultura evidenciaren que el responsable de la Casa de la Generalitat a Perpinyà no havia organitzat ni convocat cap acte en commemoració de la Diada de Sant Jordi el 23 d'abril d'aquell any.
El Govern de la Generalitat de Catalunya acabà destituint Daniel Person el 15 d'abril de 2025. En l'anunci remarcà la feina que havia fet per incrementar els recursos de La Bressola, que havia rebut un increment de la subvenció per fer front a una situació econòmica complicada. La portaveu del govern Sílvia Paneque anuncià que el nou director de la Casa de Perpinyà seria l'antic batlle de Puigcerdà Albert Piñeira, el qual fou triat per "criteris de currículum" i tenint en compte la seva àmplia experiència en cooperació transfronterera, com per exemple amb la creació de l’Hospital de Cerdanya. La consellera i portaveu de la Generalitat de Catalunya també declarà que el govern català no tenia cap problema amb la definició de "Catalunya Nord", ja que consideraven que era un terme d’ús corrent a les comarques del territori. El nomenament de Piñeira es feu efectiu el 15 d'abril mateix i es faria efectiu en els següents dies.

## Vida personal
És marit del paer en cap de Cervera, Jan Pomés, del PSC.